# Heliconius anactorina
Heliconius anactorina är en fjärilsart som beskrevs av Hans Ferdinand Emil Julius Stichel 1923. Heliconius anactorina ingår i släktet Heliconius och familjen praktfjärilar. Inga underarter finns listade i Catalogue of Life.